# АМ-23
Афанасьев Макаров АМ-23 (Индекс ГРАУ — 9А036, индекс КБ — ТКБ-495) — советская авиационная пушка калибра 23-мм.

## История создания
Прототипом пушки AM-23 был 12,7-мм пулемет Н. М. Афанасьева ТКБ-481, принятый на вооружение вертолетов в сентябре 1953 года как А-12,7. Ещё до принятия на вооружение этого пулемета в КБП были начаты работы по созданию авиационной пушки ТКБ-494 с газовой автоматикой того же типа под мощный 23-мм патрон пушки ВЯ конструкции Н. М. Афанасьева и Н. Ф. Макарова (которая позднее стала зенитной в составе ЗУ-23-2 и ЗСУ-23-4).
После наземных и лётных испытаний пушек в 1951 г. был выбран вариант пушки под патрон НС-23 как более подходящий по своим габаритам, весу и отдаче для размещения на подвижных установках самолёта. Пушка КБП под патрон НС-23, получившая заводской индекс ТКБ-495, успешно выдержала конкурсные испытания с 23-мм пушками 220П (ОКБ-16) и Ш-23 (ОКБ-15), и в мае 1954 г. была принята на вооружение под названием AM-23 (9-А-036).

## Конструкция
Работа автоматики AM-23 основана на принципе отвода газов. В стволе имелось два отверстия: диаметром 6,5 мм для отвода газов в цилиндр газовой камеры и 4 мм для отвода газов к газовому буферу. Пушка в установке крепилась спереди за цапфы пружинного амортизатора и сзади за направляющие коробки. Переднее крепление силовое, заднее — направляющее. Затвор клиновый. Клин перемещался в наклонном (под углом 5° к вертикали) гнезде коробки. Перед началом стрельбы подвижные части находились в крайнем переднем положении.
Для смягчения удара и аккумулирования энергии подвижных частей в их крайнем заднем положении применялся газовый буфер, который имел значительные преимущества по сравнению с пружинным (малые габариты и вес, высокую живучесть, большой коэффициент восстановления). Пушка имела агрегат пневмозарядки, обеспечивающий движение подвижных частей как назад, так и вперед под действием воздуха. Для уменьшения усилия отдачи пушка имела амортизаторы (откатники) пружинного типа. Питание пушки — ленточное, слева или справа.
Габариты пушки AM-23: длина 1467 мм, ширина 166 мм, высота 175 мм (при длине ствола 1000 мм). Вес пушки (без откатников) 43 кг. Темп стрельбы 1200 выстр./мин. Гарантированная живучесть ствола — 6000 выстрелов.
Пушка AM-23 оказалась последней серийной «классической» авиационной пушкой.

## Боеприпасы
Для пушки было разработано несколько типов снарядов:
- БЗ бронебойно-зажигательный
- БЗТ бронебойно-зажигательный с трассёром
- ОФЗ осколочно-фугасно-зажигательный
- ОФЗТ осколочно-фугасно-зажигательный с трассёром
- ПИКС противоинфракрасный (ИК-помеховый)
- ПРЛ противорадиолокационный (РЛС-помеховый)

В дальнейшем эти патроны получили наименование «патроны тип АМ-23» и продолжали также использоваться к пушкам ГШ-23.

## Производство
Производство пушки AM-23 осуществлял завод № 535. В 1953 г. было собрано 56 пушек, в 1954 г. — 1031, в 1955 г. — 3946, в 1956 г. — 2786, в 1957 г. — 3345.

## Эксплуатация

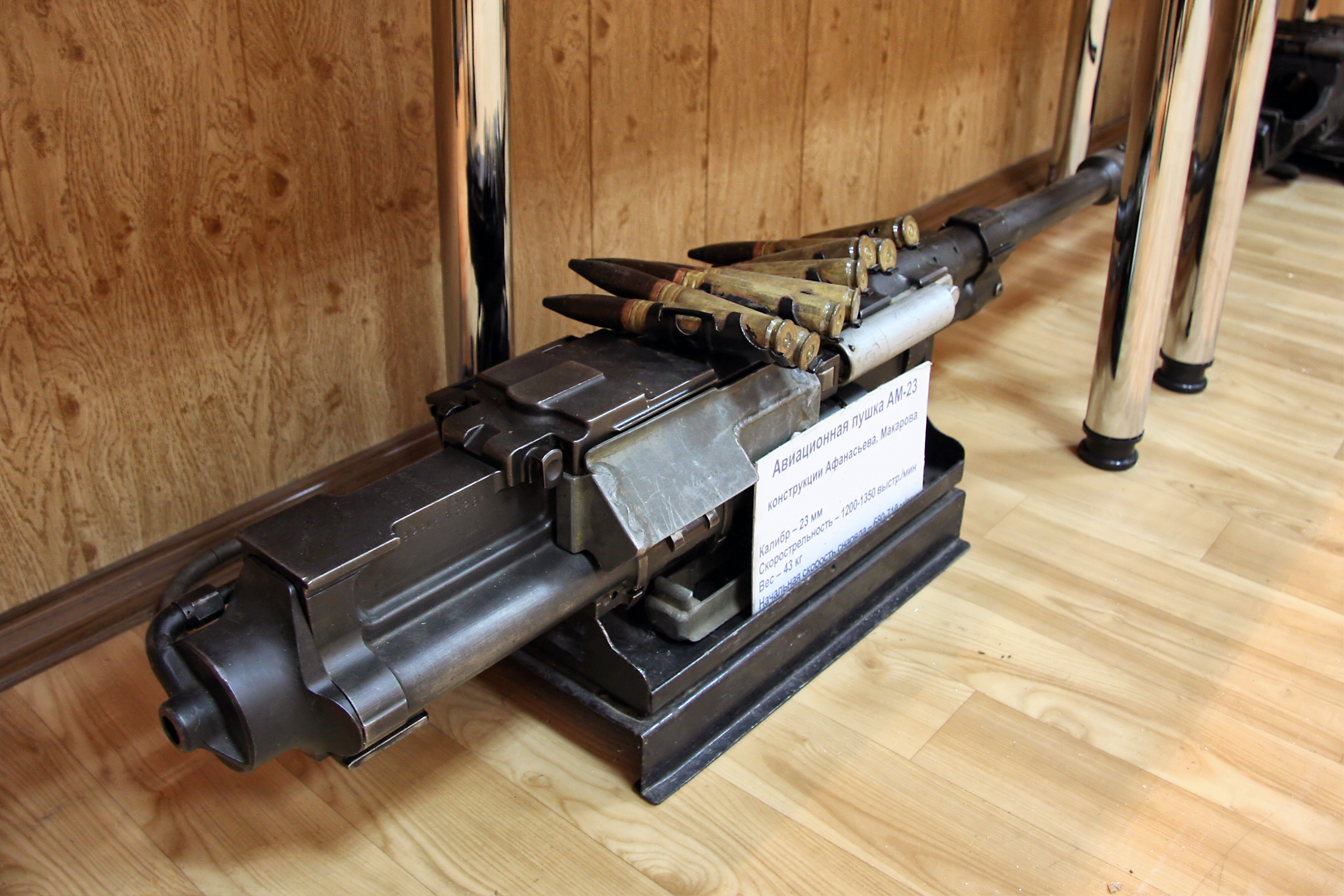
Пушка АМ-23 в Рязанском музее Дальней авиации
(сентябрь 2010)

Пушка AM-23 устанавливалась на самолётах Ту-16, Ан-8, Ан-12Б, Ил-54, Бе-8, Бе-10, нескольких сериях Ту-95, Ту-142, Ил-76, М-4, 3М. Кроме того, АМ-23 устанавливалась на пограничных катерах проекта 125.

## Модификации
- АМ-23 (ТКБ-495, 9А036) — базовый вариант
- АМ-23Л1 — модификация с дульной насадкой Л1. Длина ствола увеличена до 1450 мм
- АМ-23Л3 — модификация с дульной насадкой Л3
- Norinco Type 23-2